# Jorge Legorreta
Jorge Legorreta Gutiérrez (Ciudad de México; 4 de septiembre de 1948 - Ibídem; 17 de julio de 2012) fue un arquitecto, sociólogo y urbanista mexicano. Uno de los principales investigadores sobre la relación de la Ciudad de México con su anterior entorno lacustre y el urbanismo desarrollado a partir del mismo, así como la problemática en el manejo de recursos hídricos en la urbe. También titular de la Delegación Cuauhtémoc de Ciudad de México de 1997 a 2000. 
Egreso del Instituto Politécnico Nacional (IPN),y obtuvo una Maestría en Sociología y un Doctorado en Urbanismo en la UNAM, realizó una especialización en Planificación Urbana en la antigua República Democrática Alemana. Ejerció como catedrático en la Universidad Autónoma Metropolitana, en donde fundó el Centro de Información del Agua de la Ciudad de México, así como en el Instituto Politécnico Nacional.
En 1997 el primer Jefe de Gobierno del Distrito Federal electo, Cuauhtémoc Cárdenas Solórzano lo designó Delegado en Cuauhtémoc, la delegación del D.F. que incluye el centro histórico, Tlatelolco, la Zona Rosa y colonias como Guerrero, Tepito, Roma, Júarez, Santa María la Rivera, Cuauhtémoc, etc. En este periodo ordenó restaurar las esculturas del Paseo de la Reforma.
Fue colaborador frecuente en el periódico La Jornada, en Radio Red con el programa Para descubrir la ciudad; en 1998 condujo el programa México... ciudad de ciudades en Once TV. Entre sus actividades de divulgación sobre el entorno lacustre de la urbe, realizaba continuamente visitas y paseos guiados, así como asesoría a colonos afectados por las inundaciones en la Zona Metropolitana del Valle de México.
A los 63 años, murió en la madrugada del 17 de julio de 2012, víctima de un infarto cerebral.

## Obras
- 2013. Los ríos de la Ciudad de México: pasado, presente y futuro. Ciencias 107-108, julio de 2012-febrero de 2013, 18-32. (UNAM).
- 2006, El agua y la Ciudad de México: de Tenochtitlán a la megalópolis del siglo XXI (UAM Azcapotzalco).
- 2008, La ciudad de México: a debate (UAM).
- 2009, Ríos, lagos y manantiales del Valle de México (UAM).
- 1997. Agua y más agua para la Ciudad, (Ecológica. Red Mexicana de EcoTurismo).
- 1994. Efectos ambientales de la expansión de la Ciudad de México, 1970-1993. (Centro de Ecología y Desarrollo).
- 1988. Medio ambiente y calidad de vida (Vol. 3). Plaza y Valdés. En coautoría con Sergio Puente.